# Battaglia di Calcedonia (74 a.C.)
La battaglia di Calcedonia del 74 a.C. vide le forze romane soccombere a quelle del re del Ponto, Mitridate VI, sia terrestri sia navali.

## Contesto storico
La vittoria ottenuta da Mitridate su Lucio Licinio Murena durante la seconda fase di guerra, rafforzò il convincimento nel re asiatico che i Romani non fossero invincibili, e la sua speranza di creare un grande regno asiatico che potesse contrastare la crescente egemonia romana nel bacino del Mediterraneo. Da qui il re prese le mosse per una nuova politica espansionistica in chiave anti-romana.
Attorno all'80 a.C. il re del Ponto decise, così, di tornare a sottomettere tutte le popolazioni libere che gravitavano attorno al Ponto Eusino. Nominato quindi quale generale di questa nuova impresa suo figlio Macare, si spinse alla conquista di quelle colonie greche che si diceva discendessero dagli Achei, di ritorno dalla guerra di Troia, al di là della Colchide. La campagna però si rivelò disastrosa, poiché furono perduti due contingenti armati, una parte in battaglia e per la severità del clima, un'altra in seguito ad un'imboscata. Quando fece ritorno nel Ponto, inviò ambasciatori a Roma per firmare una nuova pace.
Contemporaneamente il re Ariobarzane I, mandò nuovi ambasciatori per lamentarsi che la maggior parte dei territori della Cappadocia, non gli erano stati completamente consegnati da Mitridate, come promesso al termine della seconda fase della guerra. Poco dopo (nel 78 a.C.) inviò una nuova ambasceria per firmare gli accordi, ma poiché Silla era appena morto e il Senato era impegnato in altre faccenda, i pretori non ammisero i suoi ambasciatori e non se ne fece nulla. Mitridate, che era venuto a conoscenza della morte del dittatore romano, persuase il genero, Tigrane II d'Armenia, ad invadere la Cappadocia come se fosse una sua azione indipendente. Ma questo artificio non riuscì ad ingannare i Romani. Il re armeno invase il paese e trascinò via con sé dalla regione, oltre ad un grosso bottino, anche 300 000 persone, che poi portò nel suo paese, stabilendole, insieme ad altre, nella nuova capitale, chiamata Tigranocerta (città di Tigrane), dove aveva assunto il diadema di re d'Armenia.
E mentre queste cose avvenivano in Asia, Sertorio, il governatore della Spagna, che incitava la provincia e tutte le vicine popolazioni a ribellarsi ai Romani del governo degli optimates, istituì un nuovo Senato ad imitazione di quella di Roma. Due dei suoi membri, un certo Lucio Magio e Lucio Fannio, proposero a Mitridate di allearsi con Sertorio, con la prospettiva comune che una guerra combattuta su due fronti opposti (ad Occidente, Sertorio ed a Oriente, Mitridate) avrebbe portato ad ampliare i loro domini sui paesi confinanti, in Asia come in Spagna.
Mitridate, allettato da tale proposta, inviò suoi ambasciatori a Sertorio, per valutare quali possibilità vi fossero per porre sotto assedio il potere romano, da Oriente ed Occidente. Fu così stabilita tra le parti un patto di alleanza, nel quale Sertorio si impegnava a concedere al re del Ponto tutti i territori romani d'Asia, oltre al regno di Bitinia, la Paflagonia, la Galatia ed il regno di Cappadocia, ed inviava anche un suo abile generale, un certo Marco Vario (o Mario), oltre a due altri consiglieri, Magio e Fannio Lucio, per assisterlo militarmente e diplomaticamente.
All'inizio della primavera del 74 a.C., Mitridate si affrettò a marciare contro la Paflagonia con i suoi due generali, Tassile ed Ermocrate, disponendo poi di invadere anche la Bitinia, divenuta da poco provincia romana, in seguito alla morte del suo re, Nicomede IV, che aveva lasciato il suo regno in eredità ai Romani. L'allora governatore provinciale, Marco Aurelio Cotta, uomo del tutto imbelle, non poté far altro che fuggire a Calcedonia con quante forze aveva a disposizione.

## Battaglia

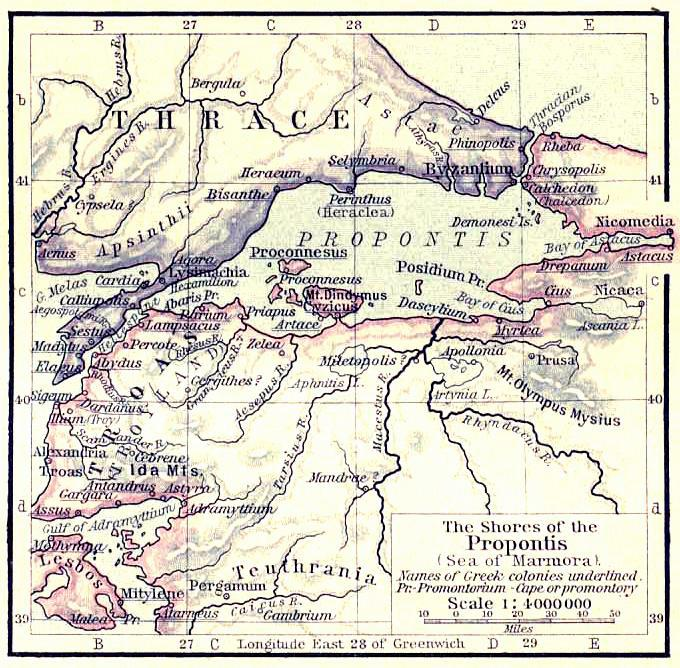
L'Ellesponto con in basso Cizico, in alto a destra Bisanzio e Calcedonia, sempre a destra verso il centro, il fiume Rhyndacus.

E così la Bitinia tornò nuovamente sotto il dominio di Mitridate, mentre i cittadini romani accorrevano da tutte le direzioni a Calcedonia. Quando il re del Ponto giunse in prossimità della città, il proconsole romano preferì non andargli incontro, poiché era inesperto nelle questioni militari, al contrario inviò il suo prefetto navale, Nudus, con una parte dell'esercito ad occupò una posizione molto forte nella vicina pianura.
Mitridate attaccò, quindi, l'avamposto di Nudo, costringendo quest'ultimo a ritirarsi fin sotto le porte di Calcedonia. Le  truppe in ritirata trovarono però difficoltà ad entrare in città, per la grande massa di soldati che si ostacolava a vicenda davanti alle porte e allo stesso tempo, poiché erano inseguiti dal nemico e dovevano difendersi. Le guardie ai cancelli, temendo per la città, fecero chiudere i cancelli, tanto che sia Nudo sia alcuni degli altri ufficiali, furono costretti ad arrampicarsi sulle mura con delle corde. Il resto dei soldati romani morì, pregando sia i loro stessi commilitoni sulle mura che i nemici, o di non abbandonarli o di non ucciderli.
Mitridate fece buon uso del suo primo successo: il medesimo giorno trasferì la sua flotta fino al vicino porto della città, ed una volta rotta la catena di bronzo che ne chiudeva l'ingresso, bruciò quattro navi romane e trascinò via le restanti sessanta. Sembra che sia Nudo sia Cotta fecero alcuna resistenza, rimanendosene chiusi tra le mura cittadine. In questo primo scontro i Romani persero circa 3 000 soldati, tra cui Lucio Manlio, un uomo di rango senatorio. Mitridate al contrario perse solo 20 tra i suoi Bastarni, che erano stati i primi ad entrare nel porto.

## Conseguenze
Questa volta Roma non si fece trovare impreparata. Fu scelto come generale, per questa terza guerra mitridatica, il console Lucio Licinio Lucullo, il quale portò con sé da Roma una legione, a cui si aggregarono le due di Flavio Fimbria, oltre ad altre due presenti nella regione, raggiungendo il numero complessivo di circa 30 000 fanti e 1 600 cavalieri. Giunto in Asia, raggiunse Mitridate che si era accampato nei pressi di Cizico, e lo sconfisse nella battaglia di Cizico (73 a.C.) dopo un anno di assedio.